# Erzbistum Hankou
Das Erzbistum Hankow (lat. Archidioecesis Hancheuvensis) ist ein in der Volksrepublik China gelegenes Metropolitan-Erzbistum der Römisch-Katholischen Kirche.

## Geschichte
Am 11. September 1870 wurde das Apostolische Vikariat Hubei in die Apostolischen Vikariate Hubei-Nordwest, Hubei-Südwest und Hubei-Ost. Am 12. Dezember 1923 wechselte es seinen Namen auf Apostolisches Vikariat Hankow. Papst Pius XII. erhob es am 11. April 1946 zum Erzbistum.
Im Juni 1954 wurden Hankow, Wuchang und Hanyang zur neuen Stadt Wuhan vereinigt. Seither hat das Bistum dort seinen Sitz.
Aufgrund der politischen Situation gingen die Katholiken des Bistums in den Untergrund. Bis zur provisorischen Vereinbarung zwischen dem Heiligen Stuhl und der Volksrepublik China über die Anerkennung der Bischöfe konnte das Bistum nicht mehr besetzt werden. Am 27. September 2020 wurde auf der Basis dieser Vereinbarung der Franziskaner Francis Joseph Cui Qingqi OFM zum Bischof von Hankou ernannt. Mit Zustimmung des Heiligen Stuhls erhielt er am 8. September des folgenden Jahres die Bischofsweihe.

## Liste der Bischöfe

### Apostolischer Vikar von Hubei-Ost
- 1870–1883: Eustachio Vito Modesto Zanoli OFMRef
- 1884–1909: Vincenzo Epiphane Carlassare OFMRef
- 1909–1923: Graziano Génnaro OFM

### Apostolischer Vikar von Hankou
- 1927–1944: Eugenio Massi OFM

### Erzbischof von Hankou
- 1946–1961: Giuseppe Ferruccio Maurizio Rosà OFM
  - 1958–2007: [Bernardin Dong Guang-qing] OFM (Bischof der Chinesische Katholisch-Patriotische Vereinigung)
- 1984–2001: Odoric Victor Liu Hede (Liu Ho-teh) OFM
  - Joseph Shen Guo’an (2011 vom Vatikan zum Bischof ernannt.)
- seit 2021: Francis Joseph Cui Qingqi OFM